# Cyril Deverell
Sir Cyril John Deverell GCB, KBE, ADC (* 9. November 1874 in Saint Peter Port, Guernsey; † 12. Mai 1947 in Lymington, Hampshire) war ein britischer Offizier, der im Ersten Weltkrieg als Brigade- und Divisionskommandeur diente und in der Zwischenkriegszeit zum Feldmarschall und Chef des Imperialen Generalstabes aufstieg.

## Leben
Geboren als Sohn eines Subalternoffiziers und späteren Majors wurde Deverell an der Bedford School ausgebildet und kam 1895 als Second Lieutenant ins 2. Bataillon des West Yorkshire Regiment, mit dem er am Vierten Aschanti-Krieg im heutigen Ghana teilnahm. Später diente er mit dem 1. Bataillon in Hongkong, Singapur und Britisch-Indien. Im Rang eines Captain besuchte er von 1906 bis 1908 das Indian Staff College in Quetta und wurde anschließend zum Generalstabsoffizier 2. Grades (GSO2) in der indischen 4th (Quetta) Division ernannt.
Beim Ausbruch des Ersten Weltkriegs 1914 befand sich Deverell in England auf Heimaturlaub und wurde zum Brigade Major der 85th Brigade (Teil der neuaufgestellten 28th Division) ernannt. In dieser Funktion diente er unter anderem in der Zweiten Flandernschlacht im Frühjahr 1915, nach welcher er zum vollwertigen Major befördert wurde. Von Juli bis Oktober 1915 befehligte er ein Bataillon des East Yorkshire Regiment im Raum Armentières, bevor er die 20th Brigade der regulären 7th Division übernahm. Mit dieser nahm er im Herbst 1916 während der Schlacht an der Somme an Kämpfen um Bazentin Ridge teil. Zum Jahreswechsel 1916/17 zum Colonel und temporären Major-General befördert, erhielt er den Befehl über die 3rd Division, mit der er im April 1917 an der Frühjahrsschlacht von Arras teilnahm. Er führte diese Division bis zum Waffenstillstand 1918, unter anderem in der Dritten Flandernschlacht, der Schlacht von Cambrai, bei der Abwehr der „Michael“-Offensive und in der abschließenden Hunderttageoffensive.
Am 1. Januar 1919 zum vollwertigen Major-General befördert, wurde Deverell für zwei Jahre General Officer Commanding der 53rd (Welsh) Division der Territorial Army. 1921 ging er wieder nach Indien, um bis 1925 ein Distriktkommando im United Provinces District zu übernehmen. 1927 wurde er Quartermaster-General in Indien und wurde im folgenden Jahr zum Lieutenant-General befördert. Von 1930 bis 1931 war er Chef des Generalstabs der British Indian Army. Es folgten Verwendungen im Heimatland als General Officer Commanding des Western Command von 1931 bis 1933 sowie des Eastern Command von 1933 bis 1936. Die Beförderung zum General war im April 1933 erfolgt. Seit 1934 war Deverell auch Colonel des West Yorkshire Regiment.

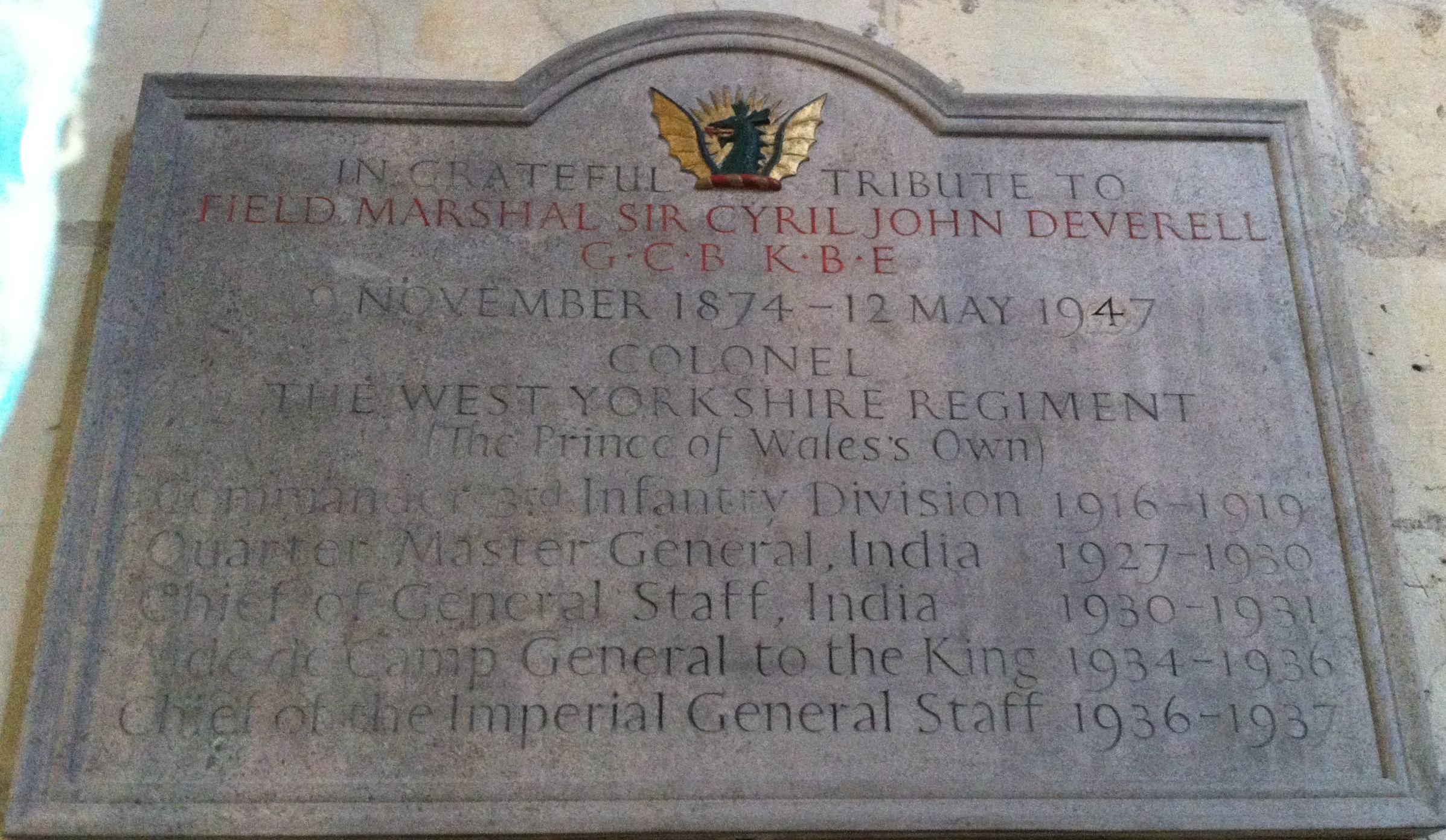
Gedenktafel im York Minster

Im Februar 1936 wurde Deverell zum Nachfolger Archibald Montgomery-Massingberds als Chef des Imperialen Generalstabes ernannt und im Mai desselben Jahres zum Field Marshal befördert. Er setzte die Amtsführung seines Vorgängers fort und sah für den Fall eines neuen europäischen Krieges die prompte Entsendung einer zweiten British Expeditionary Force auf den Kontinent vor. Uneinigkeiten hierüber mit dem ab Mai 1937 amtierenden Kriegsminister Leslie Hore-Belisha führten dazu, dass Deverell Ende 1937 – wie die meisten Mitglieder des Army Council – von Hore-Belisha aus dem Amt gedrängt wurde. Sein Nachfolger wurde Lord Gort. Im Zweiten Weltkrieg nicht mehr verwendet, starb Deverell zwei Jahre nach dessen Ende im Alter von 72 Jahren.